# Polvorón
El polvorón es una torta, comúnmente pequeña, de harina, manteca y azúcar, cocida en horno fuerte. En la actualidad es un producto típico de la repostería navideña de España y de muchos lugares hispanohablantes que trae su denominación de deshacerse en polvo al comerlo.

## Ingredientes

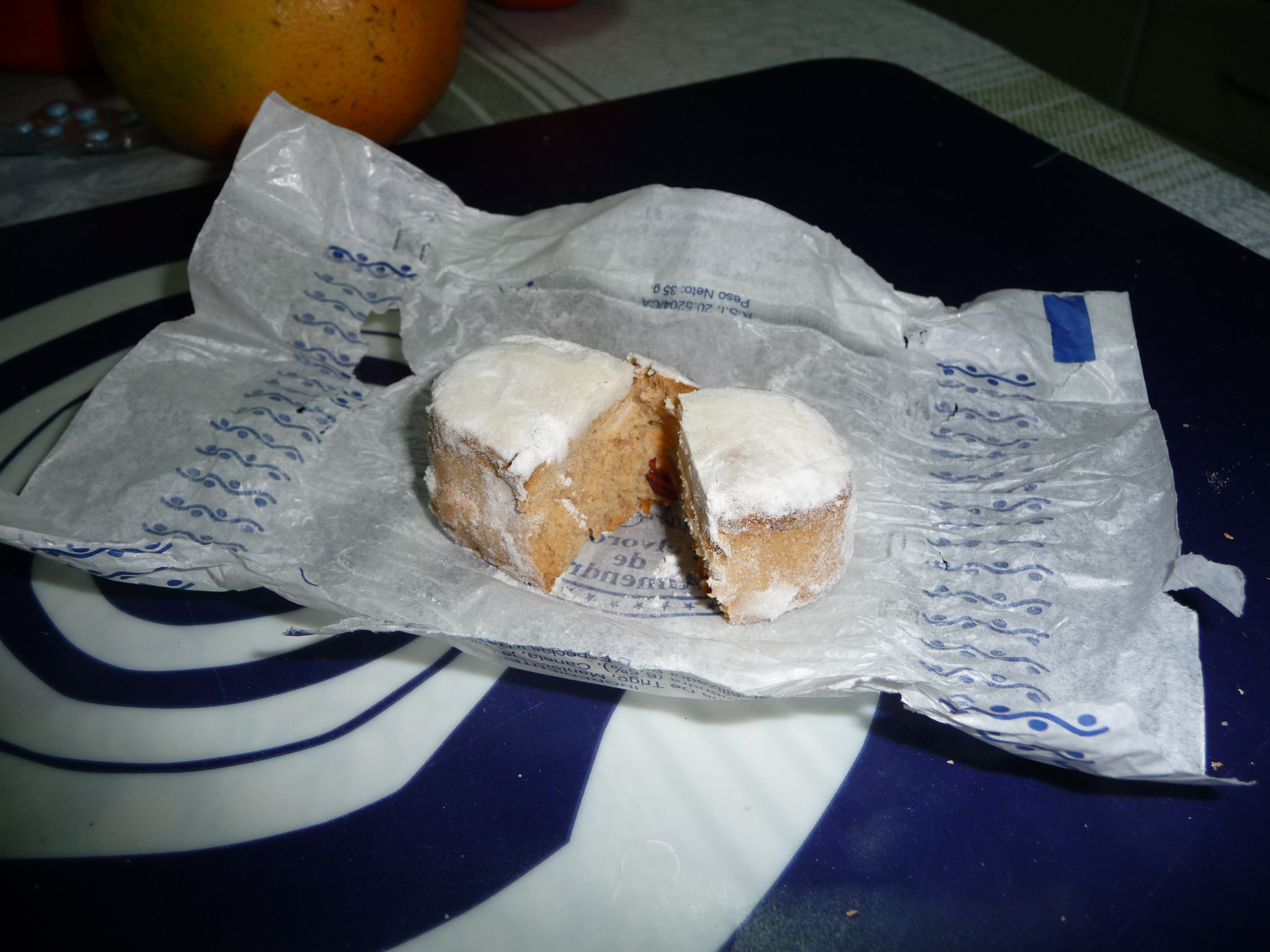
Polvorón de Medina Sidonia

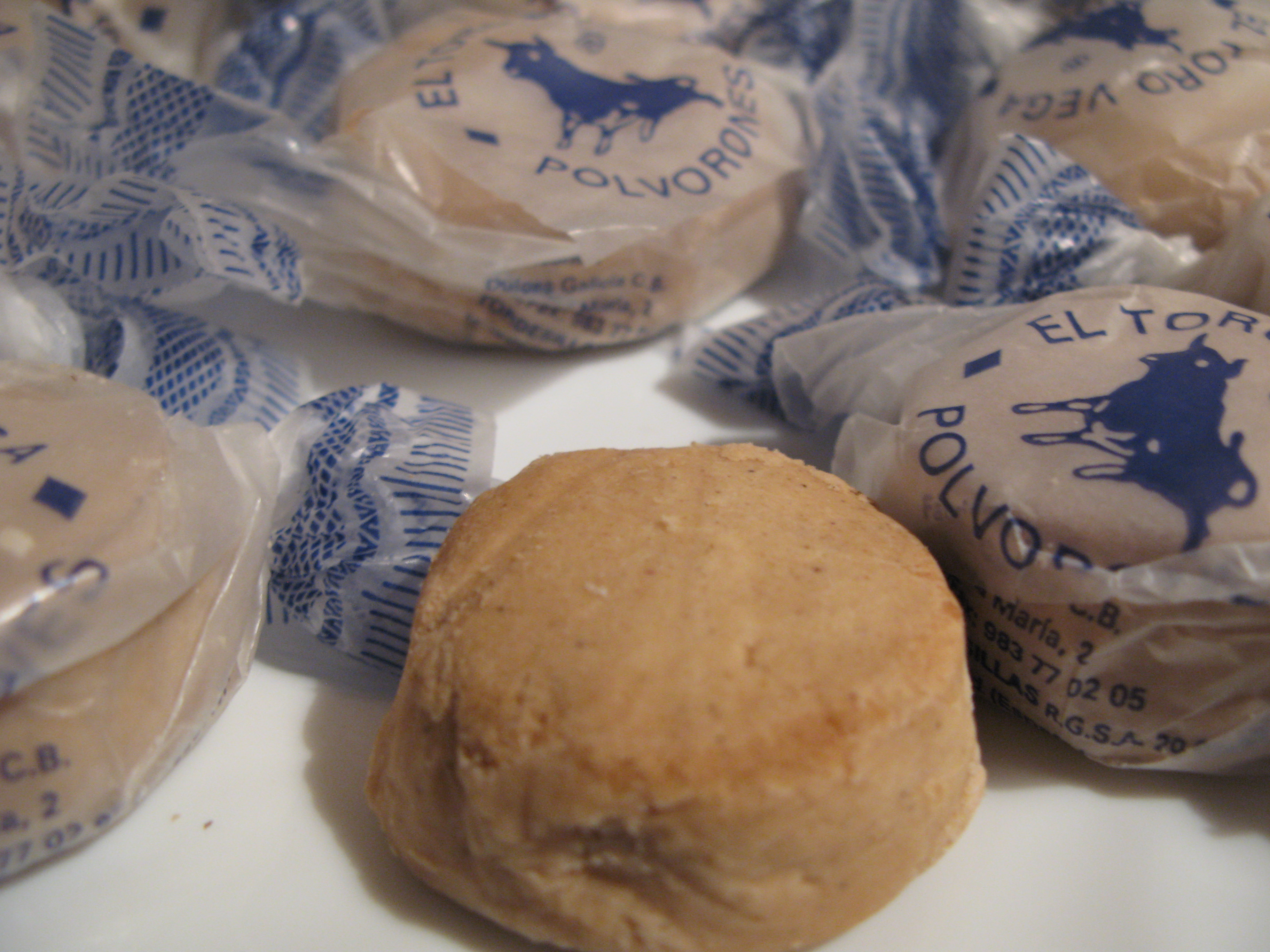
Polvorones de Tordesillas

Se elabora principalmente con harina, manteca de vaca o cerdo, azúcar y canela. Generalmente se le añaden almendras molidas, y pueden tener otros aditivos como coco rallado, ajonjolí (semillas de sésamo), entre otros, para crear diversos tipos según el gusto del consumidor.

## Fabricación

### Andalucía
Se elaboran en los municipios de Estepa (Sevilla), Antequera (Málaga), Sanlúcar de Barrameda (Cádiz) y Fondón (Almería).

### Castilla y León
El municipio vallisoletano de Tordesillas centra gran parte de la producción en  Castilla y León.

### Navarra
Se producen en el municipio de Tafalla.

## Costumbres

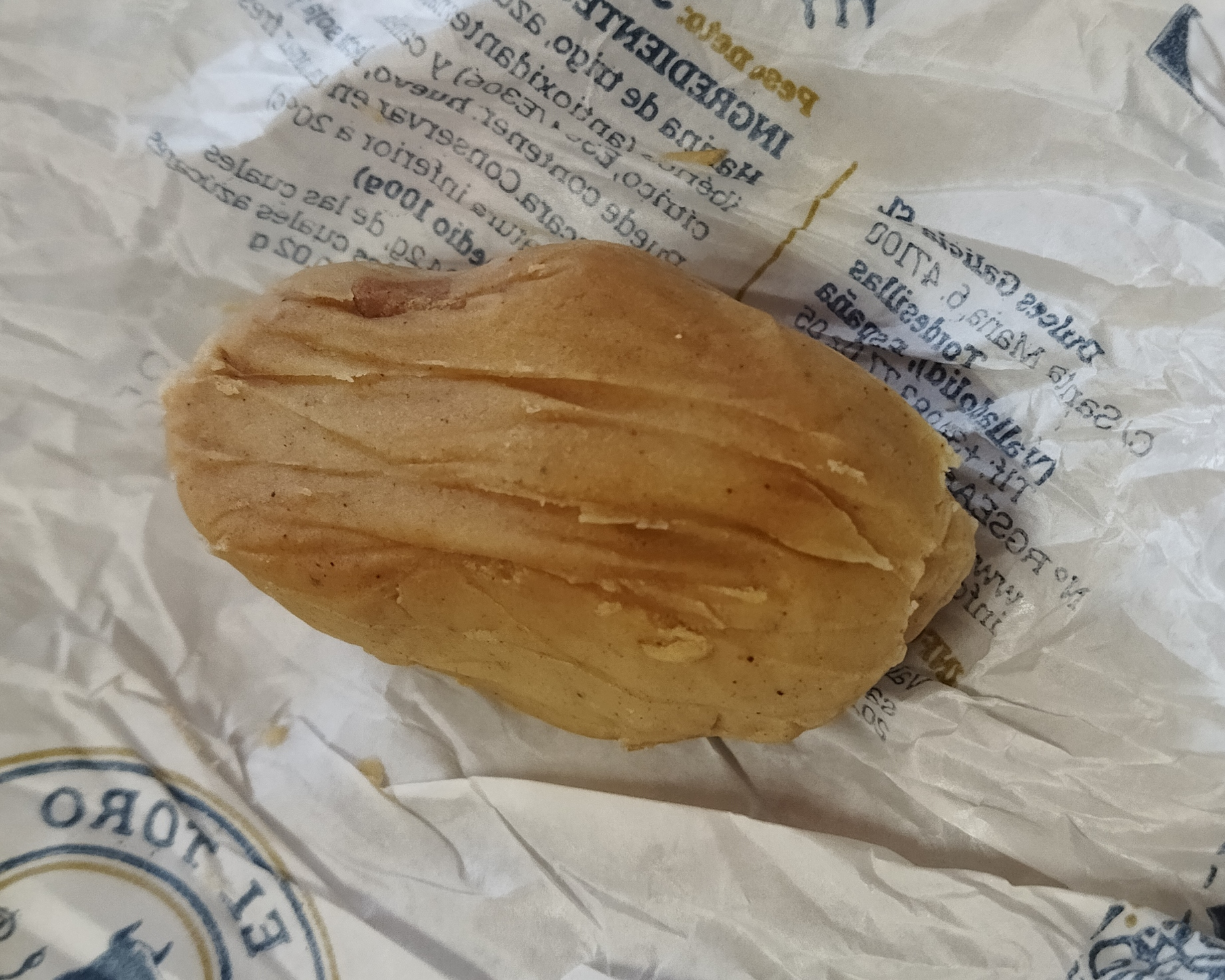
Polvorón apretado

Se sirve generalmente en un plato acompañado de trozos de turrón y peladillas. Este plato generalmente queda a disposición de las personas durante la época de Navidades. Existe la costumbre popular de apretar el polvorón antes de consumirlo para que no se desmorone al morderlo.

## Diferencias entre polvorón y mantecado
El polvorón es una especialidad incluida dentro de los mantecados, pero en cuya elaboración no solo se emplean los ingredientes característicos de los mantecados, sino que, además, lleva siempre almendra en distintas proporciones, según su categoría (extra, suprema, etc.). Además, presenta una forma más alargada, ovalada, que los mantecados y puede estar recubierto de azúcar en polvo o azúcar glasé.